# José da Silva Mafra
José da Silva Mafra (Desterro, 14 de janeiro de 1788 — Rio de Janeiro, 3 de julho de 1871) foi um militar e político brasileiro.
Filho de José da Silva Mafra e de Maria do Rosário Soares Mafra, irmão de Marcos Antônio da Silva Mafra.
Foi suplente do padre Lourenço Rodrigues de Andrade às Cortes de Lisboa de 1821.
Foi membro do Conselho Geral da Província de Santa Catarina - 3ª legislatura, deputado à Assembleia Legislativa Provincial de Santa Catarina na 1ª legislatura (1835 a 1837), na 2ª legislatura (1838 a 1839), na 3ª legislatura (1840 a 1841), na 4ª legislatura (1842 a 1843), e na 6ª legislatura (1846 a 1847), como suplente convocado.
Foi vice-presidente da província de Santa Catarina e senador do Império do Brasil de 1844 a 1871.
Foi membro da Junta governativa catarinense de 1822.
Foi cavaleiro da Imperial Ordem do Cruzeiro.